# 氏神様といっしょ
『氏神様といっしょ』（うじがみさまといっしょ）は、ちざきゃによる日本の4コマ漫画作品。『まんがタイムきららキャラット』（芳文社）誌上で2004年12月号から2007年12月号まで連載された。単行本は2004年12月号から2006年4月号を収録した1巻のみ刊行され、続刊は無い。
小さいけれど千歳以上の神様や式神たちと同居することになった加奈。現代の常識を知らない同居人達が巻き起こすドタバタを描くコメディ4コマ漫画。

## 登場人物
賀茂加奈
家事が得意な小学生。
ひょんなことから小夜と出会い、同居することになる。
父は早くに亡くなり、母は仕事で帰ってこないため、一人でいる事が多かったため、一人ぼっちが嫌い。
小夜達の常識はずれな行動に振り回される常識人だが、怒ると非常に怖い。
古家を意識するような描写がわずかにあったが、結局特に進展しないままであった。
小夜
酒と金と深夜番組が好きな式神使いの神様。
見た目は小さな女の子だが、千年以上生きているため飲酒も可。
元々優秀な陰陽師で、死後祀られて神様になったが、国が滅び、眠っていた。
長い間眠っていたため、現代に関する知識に乏しい上に、自由な性格なため常に騒動を起こす。
初期は行動範囲を家の中のみに限定されていたため、情報源がほぼテレビのみであり、妙に偏った知識を身につけている。
玉藻
九尾の妖狐の式神。
火を操る事が出来る。
基本的にやる気がない人。
スタイルがいい上に、いつも胸元を開けている。
驚いた時や図星の時には尻尾の毛が逆立つ。
小夜の式神でありながら、小夜の言う事を聞かない事が頻繁にある。
小夜同様お酒を好み、お酒を餌にするとよく働く。
力も非常に強く、ポチの「お手」を唯一普通に受け止める事が出来る。
唯一の弱点は九条。
ポチ
巨大な犬の式神で大喰らい。
犬なのに「にゃー」と鳴く。
小夜の力で童の姿に変化させられるが、食事量は変わらない。
古家
勉強が出来ず、運ちで顔もいまいちの加奈のクラスメイト。
九条に惚れている。
非常に影が薄く、当の九条からはクラスメイトにもかかわらず覚えられておらず、一度会っている小夜にも覚えられていなかった。
九条
加奈のクラスメイトですっごいお金持ち。
玉藻に惚れており、「おねーさま」と慕う。
負けず嫌いの性格。
玉藻の事を知るために、加奈の家を二十四時間態勢で盗聴盗撮している。

## 単行本
- 芳文社より「まんがタイムKRコミックス」として刊行されている。
  1. （2006年11月11日発行） ISBN 4-8322-7597-6